# خلد أصغر
الخلد الأصغر (Spalax leucodon) هو نوع من القوارض يتبع فصيلة الخلديات. يوجد في أوروبا الشرقية وبالضبط في ألبانيا والبوسنة والهرسك وبلغاريا وكرواتيا واليونان والمجر ومقدونيا الشمالية ورومانيا وصربيا والجبل الأسود وتركيا وأوكرانيا . 
قبل عام 2012، صنفت في جنس الخلد (Spalax)، لكن المؤلفين المعاصرين يميلون إلى فصل هذا وبعض أنواع المناجذ ذات الصلة الوثيقة إلى جنس منفصل يسمى الخلد الصغير (Nannospalax).
في الواقع، المناجذ ليست عمياء تمامًا لأنها تمتلك عيونًا بسيطة يبلغ قطرها 1 مم وتقع تحت طبقة من الجلد والفراء. إنها تعمل بفعاليَّة كمقاييس للضوء، وتستشعر فقط مستوى الضوء المتاح. 
أُعلن أن الخلد الأصغر قد انقرض في كرواتيا في عام 1984، بعد أن كان موجودًا في منطقة سرميا [الإنجليزية] حتى القرن العشرين، ولكن تم تأكيد وجوده المستمر في فوتشيدول [الإنجليزية] في عام 2023. 